# Svetlana Căpățînă
Svetlana Căpățînă (Moldavia, 2 ottobre 1969 – 25 gennaio 2022) è stata una politica moldava, membro del Partito dei Comunisti della Repubblica di Moldavia.
Morì nel 2022 a 52 anni, per complicazioni da Covid-19. 